# غوس هيدينك

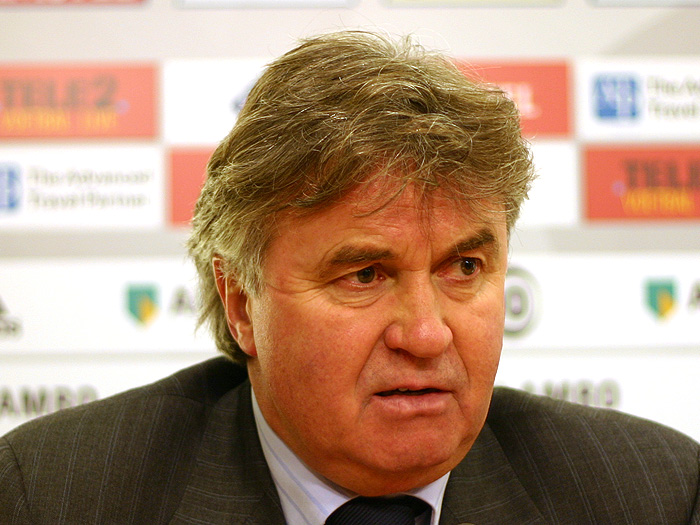
غوس هيدينك

غوس هيدينك (بالهولندية: Guus Hiddink)، من مواليد 8 نوفمبر 1946 في فارسفيلد بهولندا، لاعب كرة قدم ومدرب كرة قدم هولندي سابق. عمل في 2009 كمدرب تشلسي بالتزامن مع تدريب المنتخب الروسي في الفترة من 2006 وحتى 2010. وقبلها اوصل المنتخب الأسترالي للمونديال ألمانيا 2006 أثناء عمله مدربا لفريق لآيندهوفن.

## مسيرته الكروية
بدأ هيدينك مسيرته الكروية مع نادي دي خرافشاب في عام 1967، ولعب له لمدة ثلاثة مواسم، وشارك في 102 مباراة وسجل 47 هدف، وفي عام 1970 انتقل إلى نادي بي أس في آيندهوفن، ولعب له لمدة موسمين، وشارك في 30 مباراة وسجل هدف واحد، وعاد في عام 1972 إلى نادي دي خرافشاب ولعب له لمدة خمسة مواسم، وشارك خلالها في 181 مباراة وسجل خلالها 20 هدف، وفي عام 1977 انتقل إلى نادي نيميخين، ولعب له لمدة ثلاثة مواسم وشارك خلالها في 104 مباريات وسجل هدفين، وفي عام 1981 عاد إلى ناديه السابق نادي دي خرافشاب واعتزل كرة القدم في عام 1982.

## مسيرته التدريبية
بعد أن اعتزل كرة القدم كلاعب، قام هيدينك بالتدريب، ودرب في البداية نادي دي خرافشاب منذ عام 1982 وحتى 1984، وبعدها انتقل إلى تدريب نادي بي أس في آيندهوفن منذ 1984 وحتى عام 1990، وفي موسم 1990/1991 انتقل إلى تدريب نادي فنربخشة التركي، وفي عام 1991 انتقل إلى تدريب نادي فالنسيا الإسباني، وفي عام 1994 تم اختياره لتدريب منتخب هولندا الأول لكرة القدم، وقادهم إلى الحصول على المركز الرابع في كأس العالم لكرة القدم 1998.
وبعد كأس العالم لكرة القدم 1998، ترك هيدينك تدريب منتخب هولندا لكرة القدم، وتوجه إلى تدريب نادي ريال مدريد في موسم 1998/1999، وفي موسم 1999/2000 درب نادي ريال بيتيس، وفي عام 2000 توجه إلى تدريب منتخب كوريا الجنوبية لكرة القدم، وقادهم خلال كأس العالم لكرة القدم 2002 إلى الحصول على المركز الرابع، وفي عام 2002 عاد إلى هولندا، ودرب نادي بي أس في آيندهوفن لمدة أربعة سنوات، وفي نفس الوقت قام بتدريب منتخب أستراليا لكرة القدم، وقادهم إلى الوصول إلى الدور الثاني من كأس العالم لكرة القدم 2006.
ودرب المنتخب الروسي ولكنه لم يستطع الوصول معه إلى نهائيات كأس العالم في جنوب أفريقيا 2010..
وخلال تدريبه للمنتخب الروسي، تولى تدريب نادي تشيلسي الإنجليزي خلفا للبرازيلي سكولاري. واستطاع هيدينك الوصول بنادي تشيلسي إلى النصف النهائي في دوري ابطال أوروبا في العام 2009.
استقال هيدينك من تدريب المنتخب الروسي في نوفمبر من عام 2009 .
يذكر انه بعد تحقيقه المركز الرابع مع كوريا الجنوبية في مونديال 2002 طالبه جل الكوريون بترشيح نفسه لرئاسة الدولة كما تم منحه الجنسية الكورية شرفيا.
وبعد النتائج الرائعة مع منتخب روسيا درب نادي تشيلسي الإنجليزي في نفس الموسم وكان عقده أيضاً موسم واحد.
انتهى من تدريب تشيلسي وكذلك هولندا وانتقل لتدريب المنتخب التركي، وأيضا بعد انتقاله إلى النادي الروسي آنجي لم يقدم الكثير معه

## إنجازاته
- لقب الدوري الهولندي 6 مرات: 1986/1987 و1987/1988 و1988/1989 و2002/2003 و2004/2005 و2005/2006
- حقق دوري الأبطال الأوروبي 1987\1988 مع بي إس آيندهوفن.
- كأس هولندا أربعة مرات: 1987/1988 و1988/1989 و1989/1990 و2004/2005
- كأس العالم للأندية مرة واحد: 1998
- قاد 3 فرق إلى وفي كأس العالم (هولندا 98 وكوريا 2002 واستراليا2006)
- رابع كأس العالم مرتين: كأس العالم لكرة القدم 1998 وكأس العالم لكرة القدم 2002
- أفضل مدرب في آسيا في عام 2002

## روابط خارجية
- غوس هيدينك على موقع قاعدة بيانات كرة القدم.إي يو (الإنجليزية)
- غوس هيدينك على موقع ناشيونال فوتبول تيمز (الإنجليزية)
- غوس هيدينك على موقع Soccerbase.com (مدرب) (الإنجليزية)
- غوس هيدينك على موقع Soccerway.com (الإنجليزية)
- غوس هيدينك على موقع عالم كرة القدم.نت (الإنجليزية)
- غوس هيدينك على موقع كووورة